# Dom/Hauptbahnhof (Stadtbahn di Colonia)
La stazione di Dom/Hauptbahnhof (letteralmente: "Duomo/stazione centrale") è una stazione sotterranea della Stadtbahn di Colonia.

## Storia
La stazione di Dom/Hauptbahnhof venne attivata l'11 ottobre 1968, all'apertura del primo tunnel tranviario di Colonia.

## Strutture e impianti
Si tratta di una stazione sotterranea, con due binari – uno per ogni senso di marcia – serviti da due marciapiedi laterali.
La stazione è direttamente collegata con la stazione ferroviaria centrale.

## Movimento
La stazione è servita dalle linee 5, 6 e 18.

## Interscambi
- Stazione ferroviaria (Colonia Centrale)[3]